# Birsigviadukt

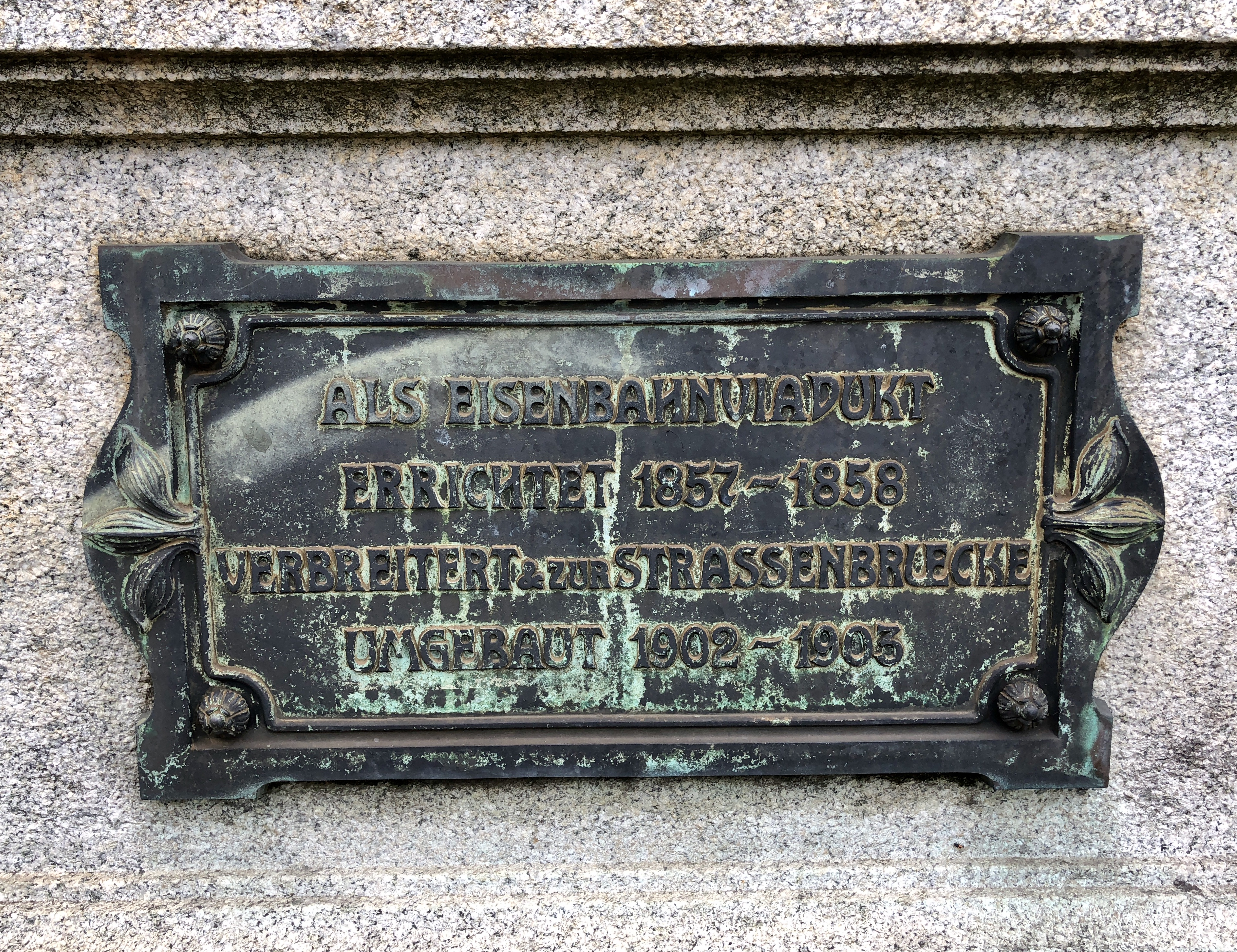
Gedenktafel am Birsigviadukt

Der Birsigviadukt ist einer der drei grossen Stadtviadukte in Basel, Schweiz.

## Geschichte
Obwohl die Brücke offiziell den Namen «Viaduktstrasse» trägt, wird sie überwiegend als Birsigviadukt bezeichnet. Darunter fliesst der Birsig in Richtung Innenstadt und Mündung in den Rhein. Das Bauwerk verbindet südseitig die Stadtteile Bachletten und Gundeldingen sowie nordseitig Teile des Ring-Quartiers.
Der Birsigviadukt wurde von 1857 bis 1858 erbaut und wurde damals von Zügen befahren. In den Jahren 1902 und 1903 wurde die Brücke verbreitert. Am Viadukt wurde 1932 bis 1934 der Gebäudekomplex Rialto angebunden, der im September 2002 vom Basler Heimatschutz zur Aufnahme in das Denkmalverzeichnis vorgeschlagen wurde.
Bis zur Strassensanierung im Frühjahr 2013 bildete eine grosse sternstrahlenförmige Bodenzeichnung ein auffälliges Merkmal des Birsigviadukts; sie war ein privat erstelltes Mahnmal für eine Gymnasiastin, die dort Ende Mai 1999 bei einem Verkehrsunfall tödlich verunglückte.

## Technische Daten
- Gesamtlänge: 132 m
- Stützweiten: 7 × 16,78 m
- Anzahl Felder: 7
- Höhe über Talgrund oder Wasser: 18 m
- Breite: 7,50 m, nach Verbreiterung 16 m[1]